# Batalla de Pinjarra
La Batalla de Pinjarra fue un combate que se produjo en Pinjarra, Australia Occidental entre un grupo de hasta 80 aborígenes australianos y un destacamento de 25 soldados, policías y colonos encabezados por el Gobernador James Stirling en el año 1834. Después de los ataques de la tribu Whadjuk y las depredaciones de los colonos por parte una partida de guerra de la tribu Pindjarup, dirigida por Caylute, habían llegado a niveles inaceptables, que culminaron con el asesinato de un exsoldado, Stirling condujo su fuerza después de reunirla. Al llegar a su campamento, cinco miembros de la partida de fueron enviados al interior del mismo para buscar y arrestar a los sospechosos y el grupo de Caylute contrarrestó atacando. En la consiguiente batalla Stirling reportó 15 muertos (once nombres fueron recogidos más tarde a partir de fuentes aborígenes); el superintendente de la policía T. T. Ellis murió de las heridas y un soldado resultó herido. Stirling advirtió a la tribu en contra de volver a recurrir a los asesinatos y organizó una paz entre las tribus en guerra, pero Caylute continuó rompiéndola con incursiones contra los Whadjuk hasta su muerte.

## El origen
Robert Menli Lyon había comentado sobre el hecho de que algunos de los soldados de Tasmania tan pronto disparaban a un aborigen como disparaban contra un canguro y había habido ataques de los aborígenes devolviendo los ataques de los colonos, entre ellos se produjo el asesinato de Nesbitt, un agente de Thomas Peel. El capitán Frederick Irwin, teniente gobernador en ausencia de Stirling, había inflamado la situación, adoptando la actitud de un soldado para aplastar a un grupo de guerreros aborígenes y reducirlos a un estado de sometimiento.
Esta fue inflexible, una actitud prepotente que había provocado el distanciamiento de Irwin de los colonos del Río Swan lo que les llevó a la quema de una efigie suya en la víspera de su partida. Fue un punto de vista estrecho, regido por los problemas fronterizos y, quizás, parte de la culpa por la masacre de Pinjarra se puede atribuir a Irwin y a su gobierno antipático hacia los asuntos aborígenes durante la ausencia de James Stirling.

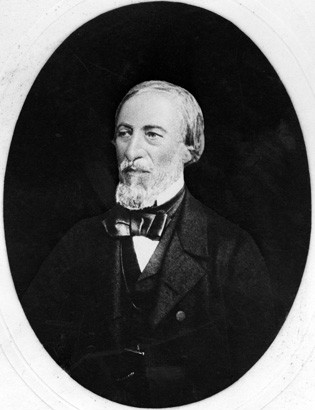
John Septimus Roe, 1850

El gobernador Stirling había estado visitando el puerto marítimo de Albany a 400 km de distancia y el mal tiempo hizo que su regreso se retrasase hasta el mes de septiembre. En respuesta a las peticiones de los colonos de Pinjarra para la protección contra el aumento de la hostilidad de los aborígenes locales Binjareb liderados por Caylute, Stirling organizó una fuerza montada de policía, los bosquimanos y exsoldados. Su misión era proteger a los colonos, salvaguardar el correo de las compañías de los aborígenes y hacer frente a los Binjareb en el Río Murray. Una pequeña guarnición en Dandalup había sido retirada por temor a represalias aborígenes después de que se había disparado contra alguno de ellos.
La tribu Binjareb tenía una reputación con otras tribus aborígenes locales para su agresión y los ataques a otros aborígenes y colonos. Es posible que sus motivos para atacar a los pobladores locales eran parte de un intento de reafirmar su poder, entre otras tribus locales y para tomar ventaja de la agitación política causada por la llegada de los colonos británicos, y la muerte de muchos aborígenes Wadjuk de Perth. Stirling y los demás, basándose en la experiencia de los clanes escoceses y los indios americanos nativos de América del Norte, tenían miedo de una posible alianza entre los Binjareb y los aborígenes Wadjuk liderados por Weeip del Upper Swan y para prevenir esta alianza mediante un ataque a los pueblos aborígenes del sur. El ataque de Stirling en Pinjarra era específicamente para castigar colectivamente a los Binjareb para sus ataques individuales anteriores, para restablecer un cuartel en el camino hacia el sur y para permitir al pionero Thomas Peel traer sus colonos hacia sus tierras en Mandurah. Esto siguió a un fallo anterior por el Agrimensor General John Septimus Roe y de Thomas Peel que había dirigido una expedición a la zona con el objetivo de mejorar la seguridad y la negociación para una coexistencia pacífica. Stirling quería una "acción decisiva" que pondría fin a los ataques "de una vez por todas".

## Preparativos

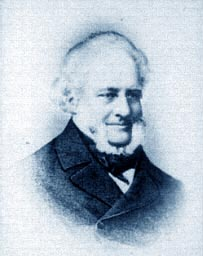
Almirante Sir James Stirling

Stirling había querido comenzar el 17 de octubre, pero un hombre de Río Murray visto en Perth era sospechoso de ser un espía de Caylute por lo que la expedición se retrasó una semana.
En la mañana del sábado 25 de octubre Stirling y Roe dejaron Perth viajando hacia el sur hasta el ferry en Preston, esperando encontrar al topógrafo George Smyth y al cabo Delmidge, que habían traído suministros por barco al sur desde Perth. Los caballos de repuesto del ferry fueron cargados con suministros y la partida se dirigió hacia Hamilton Hill, bordeando Fremantle hacia el este. Allí se les unió el Capitán Ellis y cinco policías montados, el Superintendente Richard Meares y su hijo Seymour. Entonces cabalgaron hacia el sur, hasta la granja de Thomas Peel, donde se les unió el señor Peel y dos personas más. En la mañana del 27 de octubre diez soldados del 21º regimiento, dos cabos y ocho soldados llegaron al hogar de Peel para unirse a la partida. Las municiones fueron repartidas entre la partida el 27 de octubre de 1834, y se realizaron junto con suministros para varias semanas, ya que los soldados iban a permanecer en Pinjarra para establecer una guarnición planificada. Dejaron la granja de Peel cruzando el río Serpentine y avanzando hasta el delta del Río Murray encontraron pistas de un grupo considerable de hombres, mujeres y niños aborígenes que fueron descubiertos en dirección a Pinjarra. Al llegar la tarde acamparon en un lugar que los nativos llamaban Jinjanuk, a 10 millas de la desembocadura del río Murray, para poder iniciar el ataque temprano en la mañana siguiente, cuando consideraban que el grupo aborigen estarían menos preparados.

## La batalla
El grupo se despertó dos horas antes del amanecer del día 28 de octubre, desayunando en la oscuridad. A las 8 de la mañana la partida se había reunido en el río Murray, donde el río alcanzaba los 30 metros de ancho, entre las escarpadas orillas de margas rojas, continuando hacia el norte para cruzar el arroyo de Oakley alrededor de las 8.35 horas de la mañana. Peel se acercó a lo largo de la orilla occidental del río y volvió a informar de un asentamiento de alrededor de 20 mia mias (refugios temporales) hechos con corteza en forma de colmena en el recodo del río. El tiempo empeoró y empezó a llover muy fuerte cuando el capitán Ellis, el Señor Norcott y tres de los policías atacaron desde el sur.

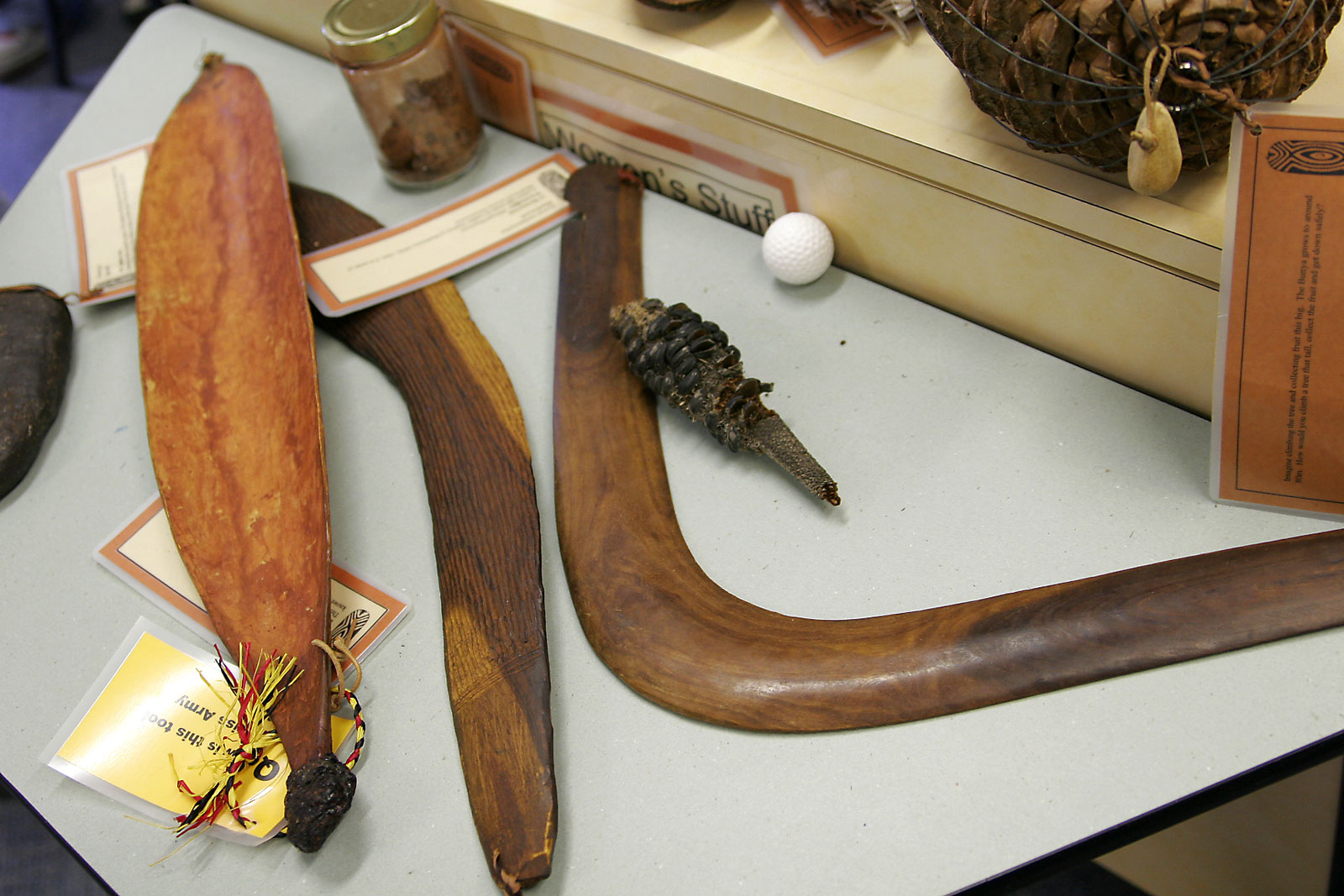
El woomera en esta fotografía es el objeto de madera de la izquierda.

Los hombres aborígenes recogieron sus lanzas y woomeras,mientras que las mujeres y los niños huyeron hacia el río, donde el capitán Stirling, el capitán Meares, Peel Thomas y otros 12 estaban esperando ocultos. Ellis entró pronto en una pele cuerpo a cuerpo con los aborígenes y Norcott, reconociendo a un alborotador llamado Noonaar, le disparó con su escopeta de doble cañón, logrando con su acción la primera víctima de la contienda. Cinco o más de los aborígenes fueron asesinados en la primera carga, y luego el resto del grupo aborigen se disolvió retirándose hacia el río con intención de cruzarlo y se dispersarse hacia las colinas. Una de las principales mujeres dentro de la tribu, Teelak, fue muerta a tiros con su hija de 4 años de edad gritando violentamente. Por lo menos otros 13 niños y mujeres fueron asesinados a continuación.
Stirling, al oír los disparos reaccionó rápidamente. Roe fue enviado junto con otros cuatro para evitar que el grupo escapara hacia el sur y custodiar los caballos de carga en el vado. El gobernador y otros 14 en una línea de frente emboscaron después por sorpresa a los aborígenes que habían cruzado el río. Ellis había sido derribado de su caballo, pero Norcott continuó empujando al grupo hacia el río, donde fueron atrapados en un fuego cruzado fulminante. Las laderas, erosionadas por las inundaciones, ofrecieron poca cobertura a los hombres, mujeres y niños, ya que trataron de esconderse detrás de los troncos o de los arbustos que existían. Muchos se lanzaron al agua, conteniendo la respiración tanto tiempo como pudieron. Algunos trataron de flotar río abajo fuera de tiro, pero el agua era demasiada escasa para permitir su huida. Ellos, también fueron, fusilados. Registros en el diario de Roe señalan que "A muy pocos heridos se les permitió escapar". Los soldados dispararon indiscriminadamente contra los capturados en la emboscada y, cuando todos habían sido asesinados, el pelotón volvió a montar persiguiendo a los demás que habían huido hacia el monte, en el norte. Hacia las 10.05 horas de la mañana todo había terminado y, debido a la grave situación de dos de los europeos heridos, Stirling decidió regresar de inmediato a Mandurah.

## La víctimas
Por el lado de los colonos el Cabo Heffron fue herido en el brazo, pero se recuperó para luego tomar parte en la masacre de los indígenas Balardong en la zona de York. El capitán Ellis acabó sufriendo una conmoción cerebral, ya fuera por un golpe oblicuo de una lanza o por la caída de su caballo, y más tarde murió el 11 de noviembre, después de haber estado en coma durante dos semanas. Una balada popular, The Jackets of Green (Las Chaquetas Verdes), en honor a Ellis, fue compuesta y cantada más tarde alrededor de Guildford y en las tabernas de Perth.
Por el lado de los aborígenes hay informes contradictorios. Entre 60 y 70 serían los hombres indígenas, mujeres y niños en el campamento que había sido sometidos a intensos disparos de 24 armas de fuego durante una hora y durante una hora más la mitad de los sobrevivientes fueron perseguidos por la selva. No hubo prisioneros que fueran capturados con vida y todos los heridos fueron fusilados inmediatamente. Al final de las hostilidades 8 mujeres y algunos niños fueron tomados como cautivos. En su informe Stirling dejó constancia de que 15 hombres indígenas habían sido asesinados. Roe estima los muertos entre 15 y 20, pero estas cifras parece que no incluyen mujeres y niños. El capitán Daniel, a quien Stirling había enviado a inspeccionar el "campo de batalla", con posterioridad, implica que muchos más fueron muertos de los que se reconocen oficialmente, ya que encontró varias fosas comunes, pero la lluvia, y el temor de que un ataque se realizase durante la exhumación, convirtió el conteo oficial de los cuerpos en algo imposible de determinar.

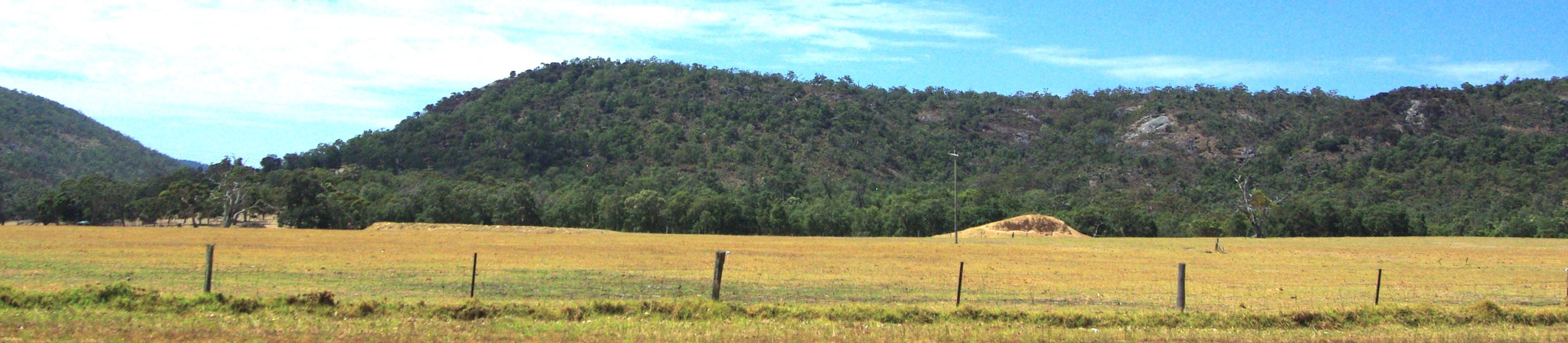
Escarpa de Darling desde la carretera suroeste entre Armadale y Pinjarra

Francis Armstrong y Thomas Peel trataron más tarde de realizar un conteo oficial mediante entrevista a los aborígenes Ninda y Colling, que habían estado presentes. Unos 11 nombres fueron facilitados, pero en vista de la prohibición en la cultura Noongar en contra de hablar de los muertos, su tarea resultó casi imposible. Entre los muertos estaban Unía, el hijo menor de Calyute, y Gummol que había sido azotado por su participación en el anterior ataque del Molino de Shenton. Dos de las esposas Calyute estaban entre los heridos; Yornup había recibido un disparo desde cierta distancia en la parte inferior de la pierna y Mindip había recibido un disparo en el brazo izquierdo y en el muslo derecho.
Al final de las hostilidades Stirling dirigió a los nativos una advertencia aterradora. Si hubiera algún asesinato en forma de represalia de los Binjareb, declaró que "no se le permitiría seguir con vida en este lado de las montañas (es decir, los Montes Darling)".

## Consecuencias

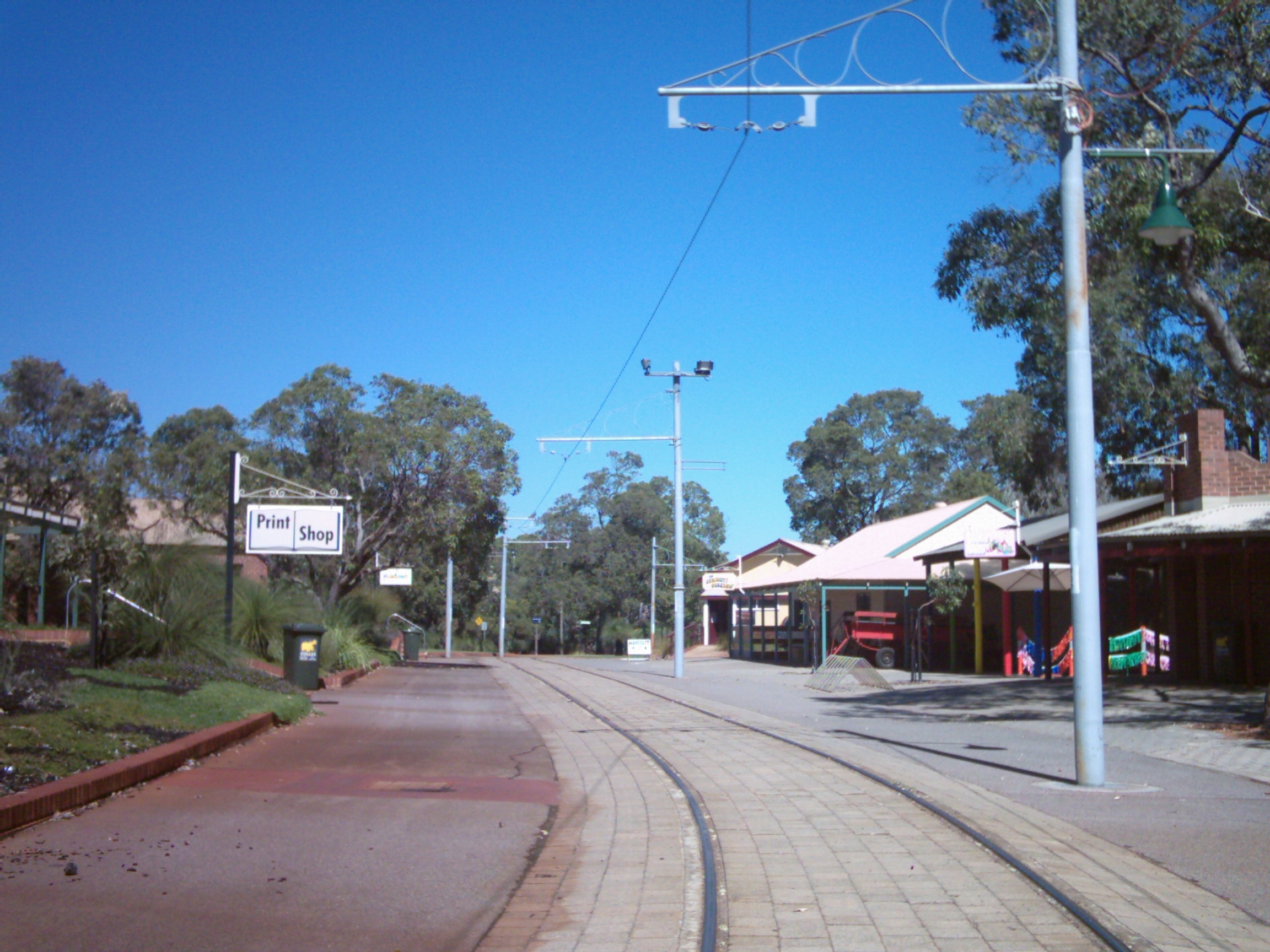
La Villa de Whiteman Park Village con el tranvía en el centro.

Las consecuencias de la masacre parecieron haber aumentado e intensificado los temores de los colonos en lugar de calmarlos. La creencia de que los aborígenes se unirían para llevar a cabo la expulsión a los colonos se prolongó hasta la década de 1850 cuando hubo otra masacre de los aborígenes en Whiteman Park cerca de Guildford cuando se reunieron en una ceremonia corroboree. La policía montada continuó patrullando regularmente la zona y la fuerza de la policía en Mandurah continuó, aunque no hubo más problemas. Thomas Peel continuó llamando la acción para eliminar y exterminar al resto de los Binjareb, a quien llamó "un nido de avispas", aunque no se produjeron más represalias.
El asesinato de tantos Binjareb causó un desequilibrio importante de la población entre los grupos rivales aborígenes, con los Wadjuk del valle Swan y del río Canning y los Balardong de York con Murray tratando de sacar provecho de la destrucción de los Binjareb. Stirling también se benefició personalmente, y ya que él fue capaz de tomar posesión de las tierras de los Binjareb en el distrito de Harvey, no le preocupaba.
Cinco meses después de la batalla, el grupo de Murray envió una delegación al gobernador en búsqueda de un cese de hostilidades y los asesinatos posteriores que habían seguido. Maigo, de la Wadjuk fue enviado como mensajero mensajero, y los Binjareb prometieron apoyo a las acciones del gobernador. Los Wadjuk acamparon en el manantial de agua fresca en Doodinup lo que hoy en día es la calle Spring, mientras que los Binjareb acamparon en Deedyallup, un pozo de agua cerca de la actual construcción del ABC Building, una corroboree conjunta y la distribución de 50 barras de pan sellaron la paz. Calyute sobrevivió a la masacre, pero su existencia molestó a Thomas Peel. Calyute igualmente odiada a Peel, mordiéndose la barba cada vez que el veía a su viejo enemigo.

## Del diario de John Septimus Roe
'8.35 dirigiéndonos al SE......escuchado voces de los nativos hacia el norte, estando cercanos a ellos el Señor Peel, quien está familiarizado con muchos de los nativos de esta parte avanzó con el propósito de parlamentar......los nativos, aunque hacían mucho ruido entre ellos, no respondían a nuestras llamadas. El capitán Ellis y el Sr. Norcott, con tres de la Policía montada fueron enviados a través del vado para determinar si el grupo pertenecía a la tribu de Calyute (que había cometido recientemente algunos grandes atentados, y para lo cual, conjuntamente con el de la protección del actual grupo de partida de exploración, la fuerza montada nos había acompañado). En pocos minutos los fuertes gritos de los nativos nos indicaron que los blancos fueron descubiertos y comenzamos inmediatamente a disparar desde la margen izquierda...... El fuego continuó en alza y fue seguido de las voces de retirada de los nativos durante más de una hora.
En la aproximación de la Policía hacia los nativos, que pusieron en marcha a partir de empezar el fuego, alrededor de un número entre 70 y 80pronto empezaron a retroceder, sin embargo, como se comprobó que eran de la tribu desagradable, los disparos comenzaron a plena carga, en la que el jefe, el Capitán Ellis, fue herido en la sien y derribado del caballo por una lanza...... el mismo nativo hirió al policía, P. Heffron, en el brazo derecho con el fin de desembarazarse por completo de él...... -después de la primera carga en la que murieron a 4 o 5, los nativos se retiraron al río con la intención, al parecer. de cruzarlo por otro vado medio kilómetro más abajo- en esto se frustraron por completo al encontrarse con el remanente de la fuerza armada dirigida por el Gobernador...... Este dilema les llevó a esconderse entre los arbustos y troncos muertos de las orillas del río, y fueron eliminados por los grupos de ambas orillas. Esto no fue, sin embargo, con mucha resistencia por parte de los nativos...... entre 15 y 20 fueron muertos a tiros, con unos pocos heridos que estaban sufriendo para escapar, hasta que al final se consideró que el castigo de la tribu, por los numerosos asesinatos que habían cometido, era lo suficientemente ejemplar...... como la idea de la persecución era el objeto de nuestra expedición y esta había llegado a su final a causa del severo ejemplo realizado a los indígenas, a las 10.05 horas procedimos a montar dirigiéndonos hacia la desembocadura del Río Murray.

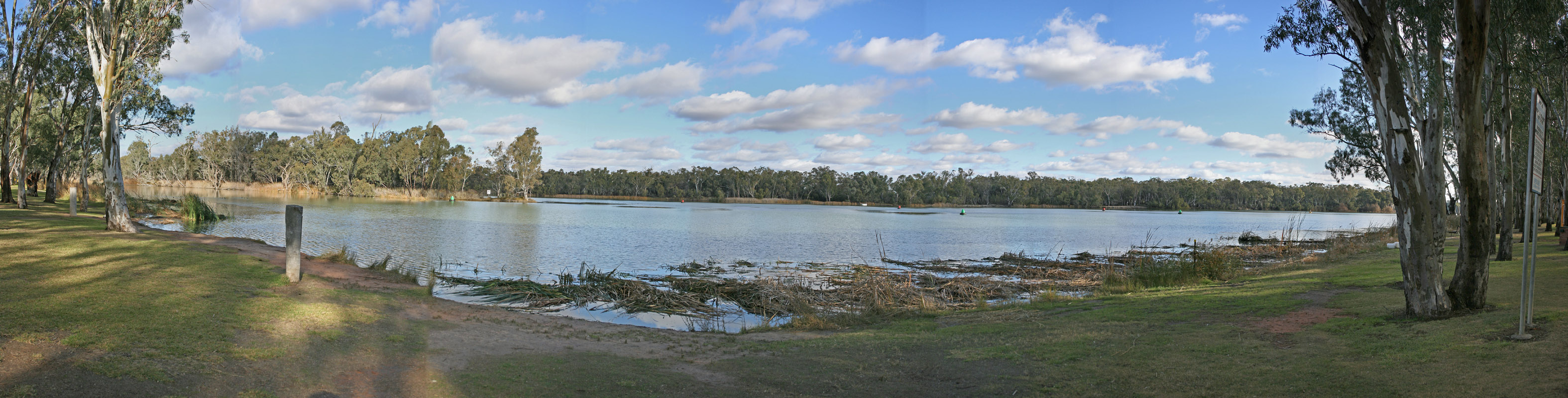
La Confluencia del Darling y el Río Murray en Wentworth (Nueva Gales del Sur).